# Edward Czyżewski
Edward Czyżewski (ur. 18 marca 1893, zm. w listopadzie 1986 w Londynie Wandsworth) – funkcjonariusz polskiego wywiadu wojskowego, polski urzędnik konsularny.

## Życiorys
Od 1923 pracował w Oddziale II Sztabu Generalnego, polskim wywiadzie wojskowym, posługując się pseudonimem operacyjnym „Sępowicz”. Od 1928 kontynuował swoje zadania wywiadowcze pełniąc „przykrywkowo” funkcje w polskiej służbie zagranicznej, m.in. kierując placówką polskiego wywiadu wojskowego w Amsterdamie o kryptonimie „Tulipan”, oficjalnie zajmując etat wicekonsula RP w Amsterdamie (1935), następnie podobną placówką w Kwidzynie o kryptonimie „Federer” (1939), pełniąc oficjalnie rolę wicekonsula/konsula i kierownika Konsulatu w Kwidzynie (1936–1939). 25 sierpnia 1939 został internowany w siedzibie konsulatu zaś 29 sierpnia przewieziony samochodem policyjnym do Konsulatu Generalnego w Królewcu. Pracował też w Konsulacie Generalnym w Bukareszcie (1940). Pełnił służbę w 1 Dywizji Pancernej gen. Maczka. Po wojnie na emigracji w Wlk. Brytanii.

## Ordery i odznaczenia
- Krzyż Niepodległości (9 października 1933)[2]
- Srebrny Krzyż Zasługi (dwukrotnie: 9 listopada 1932[3], 1939[4])
- Odznaka Honorowa za Zasługi dla Republiki Austrii III klasy (Austria)[5]
- Krzyż Oficerski Orderu Oranje-Nassau (Królestwo Niderlandów)[5]